# Miloslav Račanský
Miloslav Račanský (* 4. března 1993 Vlašim) je česko-islandský lední hokejista. Hraje na pozici útočníka.
Je odchovancem havlíčkobrodského hokeje, ročník 2012/2013 odehrál za juniorský tým Komety Brno. Ve dvaceti letech zůstal bez angažmá a odešel na Island, kde pracuje v dřevařské firmě a hraje za amatérský klub Skautafélag Reykjavíkur. Působí také jako trenér mládeže.
Za islandskou hokejovou reprezentaci nastoupil v Divizi II Mistrovství světa 2019, kde byl se šesti brankami nejlepším střelcem týmu.